# Jo de Rooroute

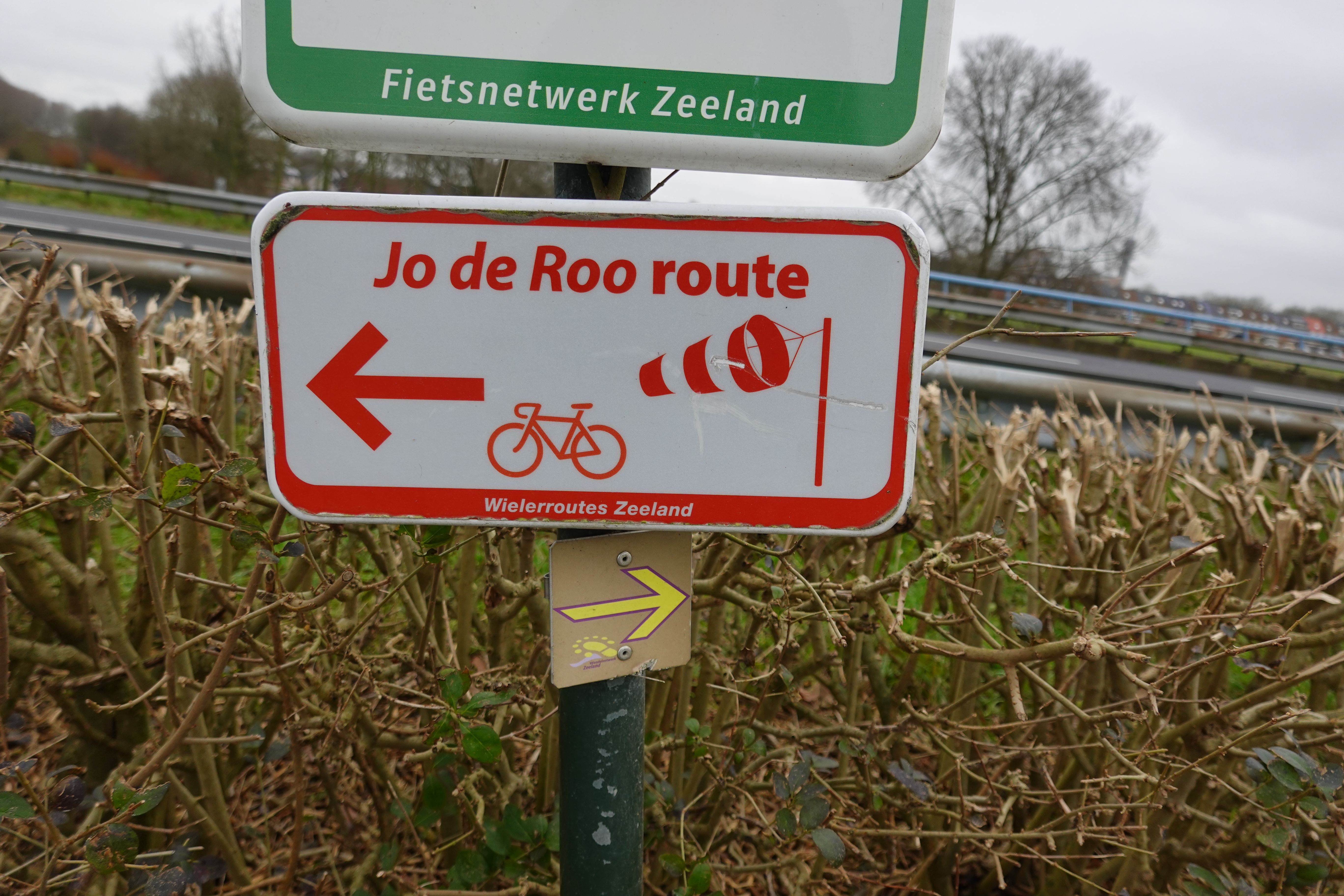
Bord Jo de Rooroute nabij Goes

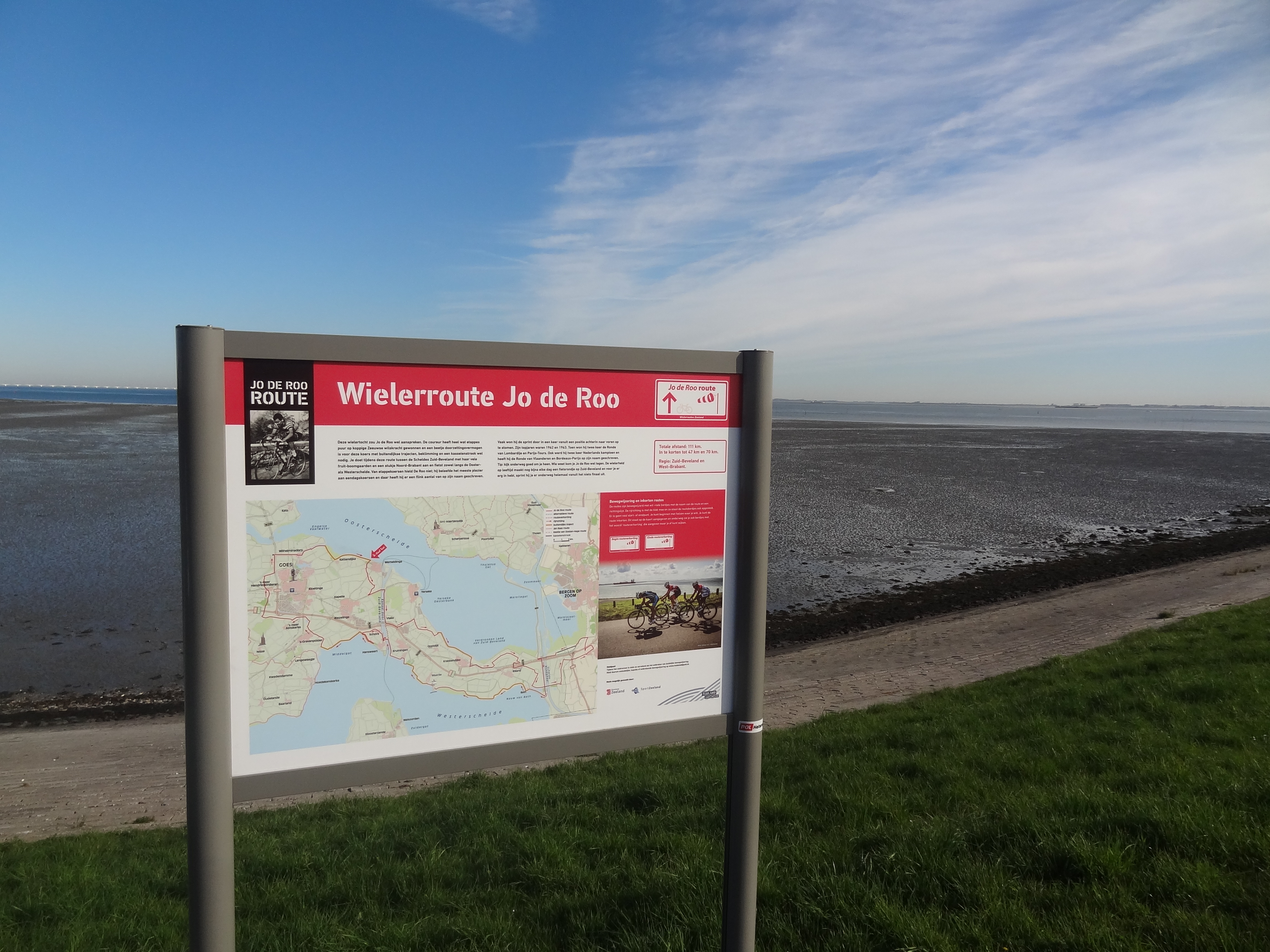
Informatiebord route nabij Kattendijke aan de Oosterschelde

De Jo de Rooroute is een lusvormige fietsroute voor wielertoeristen van 111 km in de Nederlandse provincie Zeeland en een klein deel Noord-Brabant. De toeristische wielerroute loopt door het gebied waar de Zeeuwse wielrenner Jo de Roo is opgegroeid. De route is bewegwijzerd en kan worden ingekort tot 2 lussen van 47 en 70 km. De doorsteek voor de verkorting is tussen Vlake en Hansweert.

## Verloop
In Kattendijke staat op de dijk een informatiebord over de route. De route is in één richting bewegwijzerd. Vanuit Kattendijke gaat de route over Zuid-Beveland naar Wemeldinge. Bovenaan na de Postbrug is er uitzicht over de Yerseke Moer. Na passage van de Postbrug wordt een stuk het Kanaal door Zuid-Beveland gevolgd.
In Vlake kan worden gekozen voor de routeverkorting naar Hansweert. Na Vlake gaat het richting de Oosterschelde en Krabbendijke. Bij Bath kruist de route het Spuikanaal Bath en het Schelde-Rijnkanaal via de Bathse brug. Even later verlaat de route de provincie Zeeland en loopt kort door de provincie Noord-Brabant. 
In Woensdrecht kan de Slag om de Schelde fietsroute opgepakt worden. Hier volgt de klim van de Rijzendeweg en de afdaling in kasseien van de Bossestraat. Hierna volgt de kasseistrook Hogerwaardpolder. Halverwege de kasseistrook steekt de route de provinciegrens weer over om terug te komen in Zeeland.
Voor de 2e maal steekt de route het Schelde-Rijnkanaal en het Spuikanaal Bath over, dit keer via de Kreekrakbrug (N289). Op dit punt kan via de Oesterdam de Keetie van Oosten-Hageroute op het eiland Tholen worden bereikt. 
De Jo de Rooroute volgt het Spuikanaal Bath naar de Bathse spuisluis. In Bath kan worden aangesloten op de LF13 Schelde-Rheinroute (onderdeel van de EuroVelo EV4 Midden-Europaroute) of de LF Schelderoute. 
Nu wordt de Westerschelde gevolgd via Waarde en Kruiningen naar Hansweert waar de routeverkorting terug naar Vlake kan worden gemaakt. Bij Hansweert wordt het Kanaal door Zuid-Beveland overgestoken via de Sluizen Hansweert. 
De route gaat via Schore. Hier is Jo de Roo geboren en vlakbij gaat de route over de Jo de Roodijk. In de buurt van 's-Gravenpolder kan worden doorgestoken naar de Jan Raasroute. Vanaf 's-Gravenpolder gaat de Jo de Rooroute via 's-Heer Abtskerke en langs het Poelbos. Via 's-Heer Hendrikskinderen gaat het om Goes heen naar Wilhelminadorp. Even voor Wilhelminadorp is er een aansluiting op de Zeeuwse Windroute bij buurtschap Roodewijk. Na de kruising met het Kanaal Goes - Goese Sas wordt dit kanaal kort gevolgd tot de sluis en dan gaat het langs de Oosterschelde terug naar Kattendijke.  
Andere wielerroutes in Zeeland zijn de Theo Middelkamproute en de niet bewegwijzerde Wouter Weylandtroute.

## Aansluitingen op andere fietsroutes
- Op veel plaatsen kan gebruik worden gemaakt van het fietsroutenetwerk ter plaatse.
- In Kattendijke kan worden aangesloten op de Beleefroute: Expeditie Delta.
- In Woensdrecht kan de Slag om de Schelde fietsroute opgepakt worden.
- Nabij de Kreekraksluizen kan via de Oesterdam naar Tholen worden gefietst en worden aangesloten op de Keetie van Oosten-Hageroute.
- In Bath kan worden aangesloten op de LF Schelderoute welke via de Haven van Antwerpen verder België ingaat. Ook kan hier worden aangesloten op de LF13 Schelde-Rheinroute. De LF13 is tevens de EuroVelo EV4 Midden-Europaroute. De route komt de LF13 nog op meer plekken tegen.
- In Bath kan worden aangesloten op de Beleefroute: Expeditie Delta.
- Vlak voor 's-Gravenpolder verlaat de route de Westerschelde, als deze wel gevolgd wordt dan wordt na een paar honderd meter aangesloten op de Jan Raasroute.
- Nabij Roodewijk kruist de route de Zeeuwse Windroute.